# Stra
Stra (Stra in veneto) è un comune italiano di 7 497 abitanti della città metropolitana di Venezia in Veneto.
Esteso lungo la Riviera del Brenta, e per questo caratterizzato dalla presenza di numerose ville venete (fra tutte spicca villa Pisani), Stra è noto anche a livello economico per la presenza di numerosi calzaturifici.

## Geografia fisica
Stra si estende su una superficie di 8,78 km² ed è composto di tre centri abitati: Stra (capoluogo), San Pietro e Paluello. Il territorio del comune si estende per la maggior parte (San Pietro e Paluello) lungo la riva destra del Naviglio del Brenta, solo una piccola parte, cioè il capoluogo, è situata sulla sponda sinistra.
I confini del comune, alquanto irregolari, seguono in parte l'antico corso del fiume Brenta prima che questo, nel 1857, venisse deviato. Così subito a ponente della piazza del capoluogo si estende Noventa Padovana (e in particolare la località Oltrebrenta), Vigonovo si incunea tra Stra e San Pietro, mentre Fiesso d'Artico si estende al di là del limite nordorientale del parco di villa Pisani.

## Storia

### Età romana
Il toponimo deriva chiaramente dal latino strāta, "strada lastricata", come toponimo documentato fino dall'anno 1105; originariamente tale nome definiva la zona dell'attuale San Pietro, in seguito esteso all'intero territorio (nel medioevo e in tutta l'età moderna il nome dell'attuale Stra era Fossolovara, interpretabile come "fosso dei lupi" o in alternativa come "fosso dei lovi", ovvero di piante palustri). In epoca romana, infatti, la zona era attraversata dalla strada militare Emilia-Altinate, costruita dal console Marco Aurelio Lepido per congiungere Padova ad Altino ed Aquileia. Allora il territorio di Stra doveva essere centuriato e quindi predominavano le attività agricole.

### Medioevo
Nel medioevo Stra subì gravi danni a causa delle varie invasioni barbariche, poi dal XVI secolo la storia del paese si legò a quella di Padova e coinvolta nelle numerose guerre con la vicina Venezia; le dispute vertevano su questioni di confine e sui diritti vantati sulle acque del Brenta. Stra venne quindi dominata dagli Ezzelini ed in seguito passò sotto la signoria di Milano per effetto del trattato fra Venezia e i Visconti. Stra venne sottratta alla dominazione viscontea dai padovani, condotti da Francesco da Carrara.

### Dominio veneziano
Nel XVI secolo, finita la guerra della Lega di Cambrai, Stra divenne a tutti gli effetti territorio veneziano. La sua posizione e la sua propensione all'agricoltura resero Stra una località ideale per i soggiorni dei nobili della Serenissima, che edificarono lungo la Riviera del Brenta le ville più belle: di importanza nazionale la grandiosa Villa Pisani, magnifica e regale costruzione settecentesca, eretta su progetto di Girolamo Frigimelica e poi rivista da Francesco Maria Preti. La villa, finemente affrescata da Giambattista e Giandomenico Tiepolo e da Mengozzi Colonna, rappresenta uno dei maggiori patrimoni architettonici italiani.

### Età contemporanea
Il 14 giugno 1934 Stra fu il palcoscenico del primo incontro nella storia tra il leader fascista Benito Mussolini ed il capo del partito nazista tedesco Adolf Hitler, svoltosi presso Villa Pisani.

### Simboli
Lo stemma del comune di Stra è stato concesso con regio decreto del 23 giugno 1927.
Il gonfalone è un drappo di bianco.

## Monumenti e luoghi d'interesse

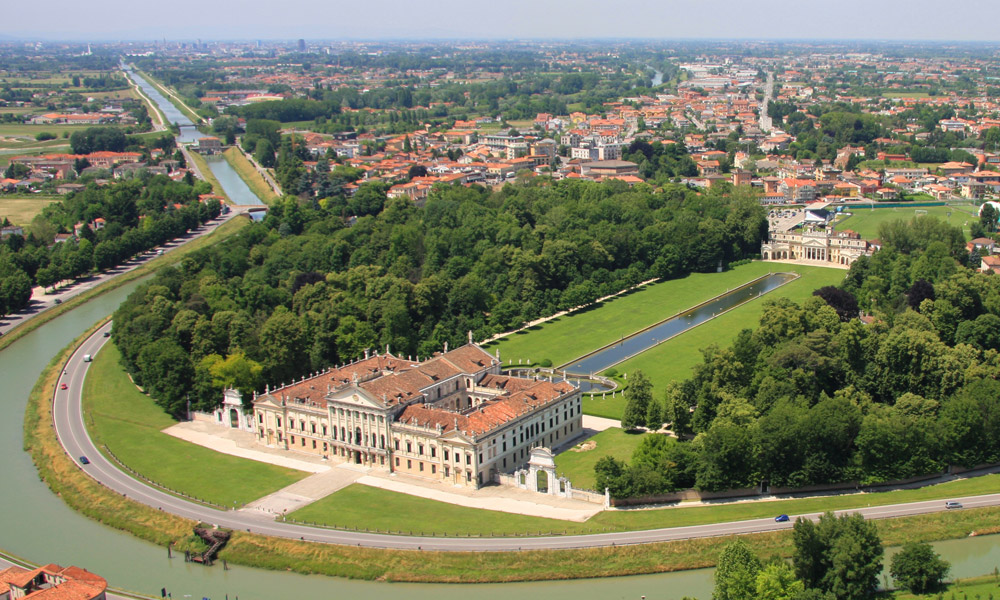
Museo nazionale di Villa Pisani

### Architetture religiose
- Chiesa della Natività della Beata Vergine Maria in Stra
- Chiesa di San Pietro nell'omonima frazione
- Chiesa di Sant'Antonio Abate nella frazione Paluello

### Ville venete
- Villa Pisani
- Villa Foscarini Rossi
- Villa Pisani detta "La Barbariga"
- Villa Loredan, sede del municipio
- Casa Mazzetto

## Società

### Evoluzione demografica
Abitanti censiti

## Cultura

### Musei
A Stra sono presenti il museo Rossimoda della calzatura e il Museo Nazionale di Villa Pisani.

## Infrastrutture e trasporti
Il servizio pubblico di collegamento con Padova è svolto con autocorse ACTV e Busitalia Veneto.
Fra il 1885 e il 1954 nella cittadina fu presente inoltre una stazione della tranvia Padova-Malcontenta-Fusina, gestita dalla Società delle Guidovie Centrali Venete (gruppo Società Veneta) che assieme al Brenta stesso dava origine ad un sistema di trasporti integrato a ricordo del quale permane il toponimo "via della Stazione".

## Amministrazione

### Sindaci dal 1946
|                                                      | Dionisio Barbato                   | Partito Comunista Italiano | 1946-1951      | 1946 |
|                                                      | Giuseppe Vettorel                  | Democrazia Cristiana       | 1951-1970      | 1951 |
| 1956                                                 | Giuseppe Vettorel                  | Democrazia Cristiana       | 1951-1970      |      |
| 1960                                                 | Giuseppe Vettorel                  | Democrazia Cristiana       | 1951-1970      |      |
| 1964                                                 | Giuseppe Vettorel                  | Democrazia Cristiana       | 1951-1970      |      |
|                                                      | Armando Bettin                     | Democrazia Cristiana       | 1970-1975      | 1970 |
|                                                      | Gianfranco Ballin                  | Democrazia Cristiana       | 1975-1995      | 1975 |
| 1980                                                 | Gianfranco Ballin                  | Democrazia Cristiana       | 1975-1995      |      |
| 1985                                                 | Gianfranco Ballin                  | Democrazia Cristiana       | 1975-1995      |      |
| 1990                                                 | Gianfranco Ballin                  | Democrazia Cristiana       | 1975-1995      |      |
| Sindaci eletti direttamente dai cittadini (dal 1995) |                                    |                            |                |      |
|                                                      | Gianfranco Ballin                  | Centro-destra              | 1995-1999      | 1995 |
|                                                      | Ernestino Canton                   | Lista civica               | 1999-2008      | 1999 |
| 2004                                                 | Ernestino Canton                   | Lista civica               | 1999-2008      |      |
|                                                      | Piera Bumma (Commiss. prefettizio) | -                          | 2008-2009      | -    |
|                                                      | Mario Collini                      | Centro-destra              | 2009-2014      | 2009 |
|                                                      | Caterina Cacciavillani             | Centro-sinistra            | 2014-2024      | 2014 |
| 2019                                                 | Caterina Cacciavillani             | Centro-sinistra            | 2014-2024      |      |
|                                                      | Andrea Salmaso                     | Centro-destra              | 2024-in carica | 2024 |